# Vanilla phalaenopsis
Vanilla phalaenopsis Rchb.f. ex Van Houtte, 1867 è una pianta della famiglia delle Orchidacee, endemica delle isole Seychelles.

## Descrizione
V. phalaenopsis è un'orchidea epifita di grande taglia. Lo stelo, a crescita monopodiale, è spesso, e rampicante, profondamente scanalato, con congiunzioni nodali molto evidenti, da cui partono radici aeree. La fioritura avviene mediante infiorescenze ascellari ricoperte di brattee e portanti fino a 10 fiori. Questi sono grandi mediamente 4 o 5 centimetri, di consistenza piuttosto sottile, con petali e sepali bianchi e labello imbutiforme, bianco anch'esso con interno giallo o arancione..

## Distribuzione e habitat
V. phalaenopsis   è un endemismo delle Isole Seychelles, in particolare delle isole Mahé, Praslin, Silhouette e Félicité.
Cresce sugli alberi della foresta tropicale, dal livello del mare sino a 400 m di altitudine.

## Coltivazione
Questa specie richiede esposizione all'ombra, teme i raggi diretti del sole, e temperature elevate in tutto il corso dell'anno.